# Râul Vacii, Rezu Mare
Râul Vacii este un afluent al râului Rezu Mare. 

## Hărți
- Harta județului Harghita
- Harta munții Giurgeu  Arhivat în 27 septembrie 2007, la Wayback Machine.